# الخط (مجلة)
مجلة الخط هي مجلة شهرية متنوعة تعنى بشئون المملكة العربية السعودية والمنطقة الشرقية بشكل خاص. تصدر من UAR ببيروت، لبنان. تتناول المجلة بعض الفعاليات في المحافظة وتهتم بالحضارة وتوثيق بعض الأحداث وإجراء المقابلات والحوارات، تُنشر في المجلة مقالات لُكُتاب من القطيف وخارج القطيف. تُوزّع المجلة مجاناً للجميع.

## معرض صور

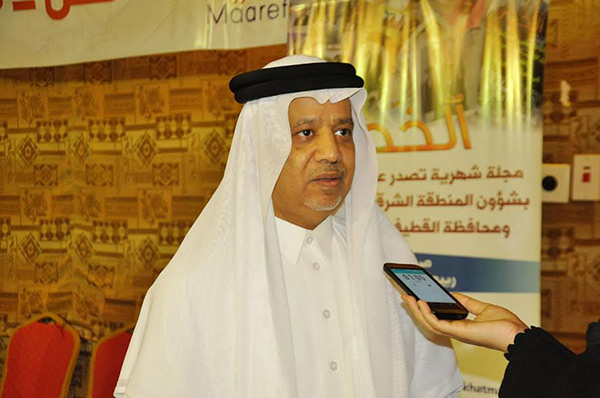
رئيس تحرير مجلة الخط فؤاد نصر الله أثناء إحدى المُقابلات معه في معرض تدوير الكتاب الخامس بالقطيف.
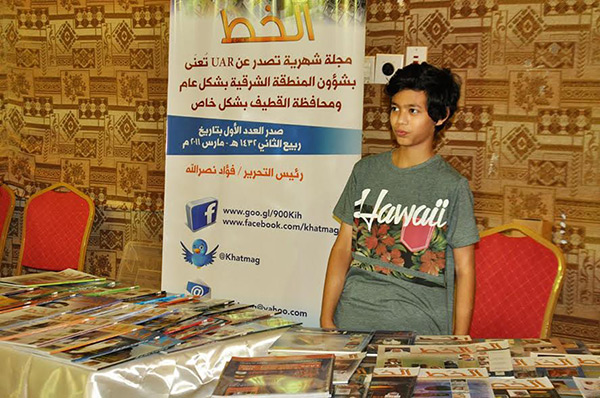
واجهة الجزء المخصص لمجلة الخط في معرض تدوير الكتاب الخامس بالقطيف.

## وصلات خارجية
- الموقع الرسمي لمجلة الخط.
- قائمة إصدارات مجلة الخط مُتاحة للعامّة على جهينة الإخبارية.